# Maksymilian Wilandt
Maksymilian Wilandt (ur. 2 października 1902 w Tucholi, zm. 11 kwietnia 1983 w Pucku) – polski działacz społeczny, nauczyciel, radny gminy Puck.

## Życiorys
Urodził się 2 października 1902 roku w Tucholi, gdzie w 1923 r, ukończył 5-letnie seminarium nauczycielskie. Pierwsze kroki jako nauczyciel stawiał w Szkole Podstawowej w Domatowie. Już wtedy wykazywał zainteresowanie innowacyjną działalnością edukacyjną: prowadził kursy dokształcające dla dorosłych, organizował wycieczki krajoznawcze, prowadził amatorski teatr oraz chór „Lutnia”. W późniejszych latach kierował szkołami powszechnymi w Leśniewie i Darzlubiu. Jako Radny Gminy Puck-Wieś pełnił funkcję przewodniczącego Komisji Oświaty, przyczyniając się do wybudowania nowej szkoły w Starzynie oraz zainicjowania założenia pierwszego oddziału ZNP na Ziemi Puckiej. 
Po wybuchu II wojny światowej dostał się do niewoli hitlerowskiej i trafił do obozu zagłady w Grossborn pod Berlinem. Jednak, ze względu na stan zdrowia, został objęty amnestią i powrócił do Darzlubia, gdzie pracował jako robotnik rolny. Po kilku miesiącach otrzymał posadę konduktora miejskich autobusów w Gdyni, gdzie w tajemnicy prowadził akcje sabotażu. Za swoją działalność został skazany na pół roku obozu karnego. Po powrocie, wznowił wcześniejszą działalność edukacyjną, organizując w Gdyni Chyloni tajne nauczanie, za co otrzymał uznanie Inspektoratu Szkolnego w Wejherowie. Podczas okupacji wielokrotnie wzywany był do wpisania się na Volkslistę. Za każdym razem stanowczo odmawiał. 
Po zakończeniu wojny wrócił do Darzlubia, obejmując stanowisko kierownika szkoły. Chętnie angażował się w działalność na rzecz społeczności lokalnej. W 1953 roku na własny koszt sprowadził do Darzlubia inżynierów w celu sporządzenia projektu budowy pierwszego w gminie wodociągu. Zainicjował budowę remizy strażackiej oraz Klubu Rolnika. Przez długi czas był członkiem rady powiatu, gdzie pełnił funkcje przewodniczącego Komisji Gospodarki Komunalnej, członka Komisji Ziemskiej, członka rady nadzorczej Regionalnego Zarządu Gminnych Spółdzielni w Wejherowie i Gminnej Spółdzielni w Pucku, przewodniczącego Rady nadzorczej w Banku Spółdzielczym w Pucku oraz członka Rady Nadzorczej SOP w Gdańsku. 
W 1965 roku, po przeszło czterdziestoletniej ciągłej pracy, przeszedł na emeryturę. Zmarł 11 kwietnia 1983 roku w Pucku. Spoczywa na Puckim cmentarzu, przy ulicy Lipowej.